# 王子云
王子云（1897年3月—1990年8月），原名王青路，男，安徽萧县人，中国艺术家、美术理论家。

## 生平
1897出生于安徽萧县，1916年在上海美术专科学校进修。1921年到北京美术学校高级示范科学习。1931年至1936年到法国巴黎深造。到法国高级美术学院雕塑系学习。
抗日战争爆发后，回国任西北艺术文物考察团团长，发现并抢救了许多中国国宝。后赴陕西、河南、甘肃、青海等地进行中国古代遗产的研究。1988年一部50余万字的《中国古代雕塑艺术史》出版问世。

## 家庭
妻子何正璜。